# Delftse Poort (gebouw)
Het gebouw Delftse Poort aan het Weena in het centrum van Rotterdam was tot mei 2009 het hoogste gebouw van Nederland. Het is in 1991 opgeleverd, is 151 m hoog en heeft 41 verdiepingen. Het is ontworpen door Abe Bonnema.
Het gebouw staat aan het Weena, naast het centraal station. Dit stationsgebouw uit 2014 kwam in plaats van het stationsgebouw van 1957 dat op zijn beurt weer station Delftsche Poort verving.
De eerste paal werd geslagen op 19 november 1988 door toenmalig burgemeester Bram Peper. In totaal rust het gebouw op 957 heipalen. Het hoogste punt werd bereikt op 22 januari 1990, de feestelijke opening door prinses Margriet en haar man Pieter van Vollenhoven volgde 22 mei 1992. Inclusief de opbouw reikte de totale hoogte tot 164,0 meter, maar deze opbouw in de vorm van een radio-zendmast is in de loop van 2012 verwijderd. De laagste van de twee torens komt tot 93 meter. Het gehele complex wordt bediend door 28 liften.
Oorspronkelijk was verzekeringsmaatschappij Nationale-Nederlanden enig gebruiker van het gebouw. In 2005 werd het door eigenaar ING verkocht onder de conditie dat de verzekeringsdochter het pand nog ten minste tien jaar zou blijven huren. In april 2015 werd het gebouw heropend door de nieuwe eigenaar CBRE Global Investors met 65 000 m² kantoorruimte. Nationale-Nederlanden huurt nu nog een derde van het gebouw, het opvallende logo is van het gebouw verdwenen. 
In 2017 volgde een nieuwe verbouwing omdat het CBRE niet lukte huurders te vinden voor de rest van Delftse Poort.
Tot en met 2004 werd in dit gebouw elk jaar een trappenloop georganiseerd.
Ondanks de simpele blokvormen is het gebouw door de hoogte van het hoogste deel en de combinatie van een hoog en een lager deel toch wel goed herkenbaar in de skyline van Rotterdam.

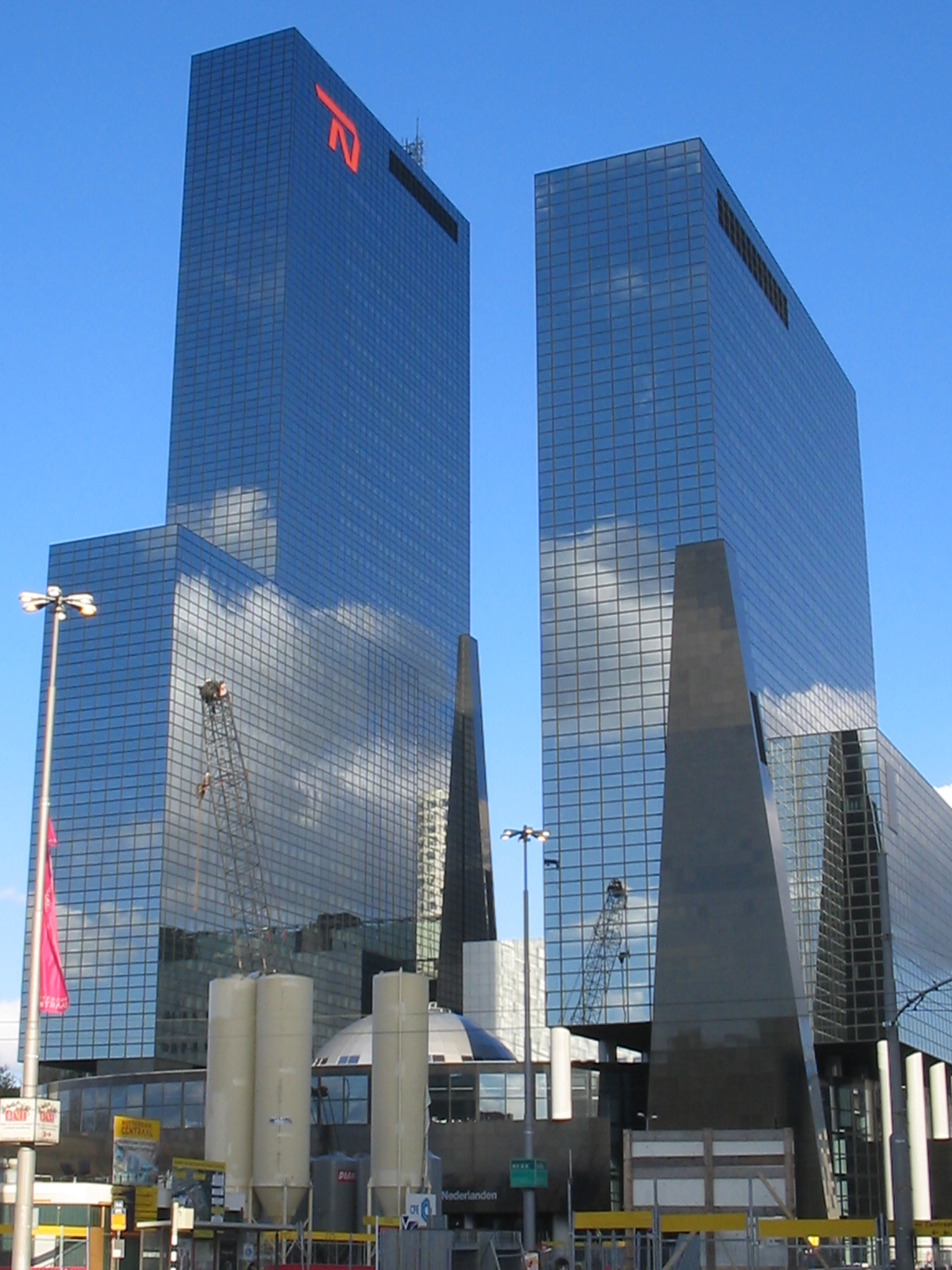
In 2005
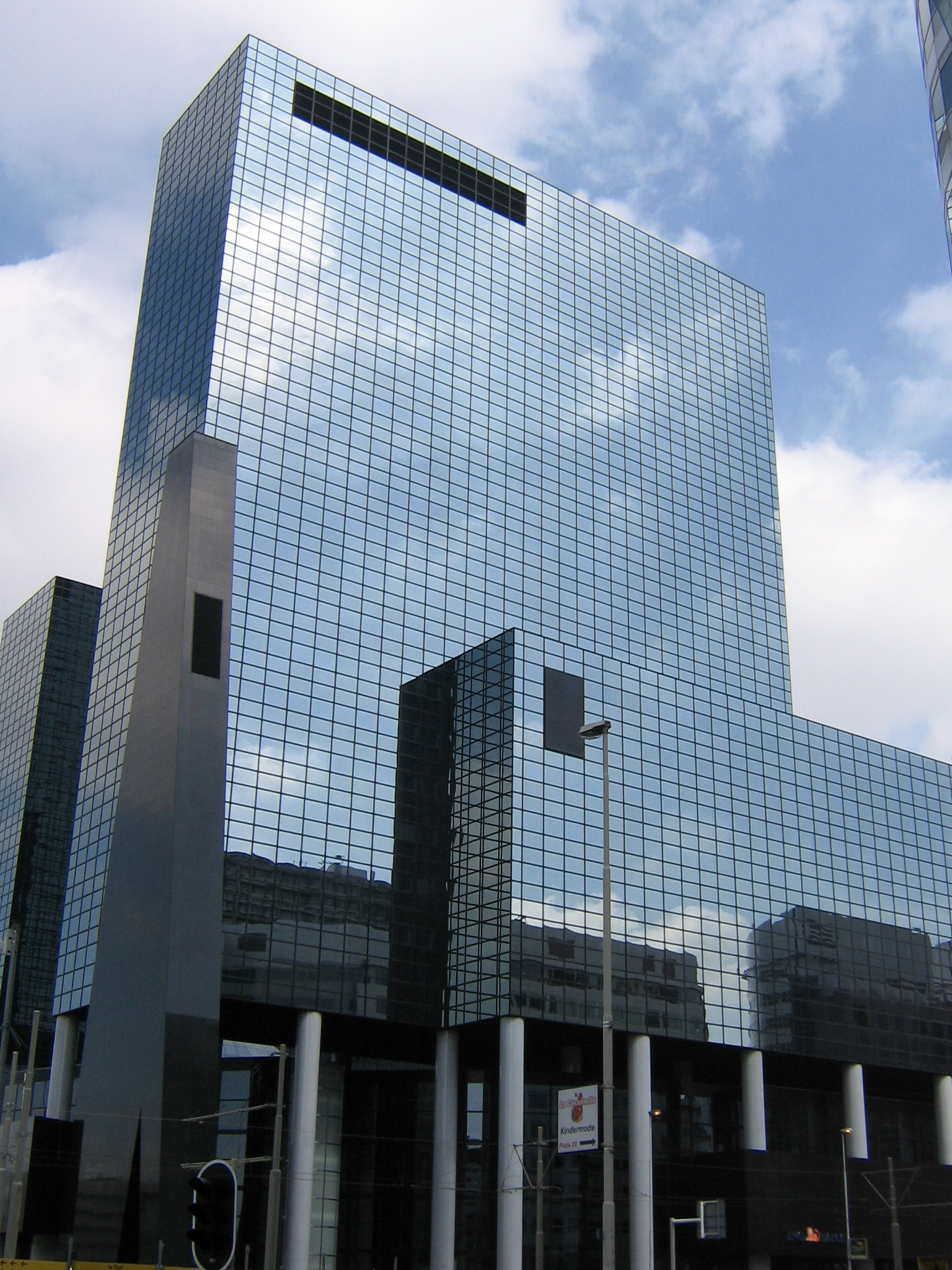
de lage toren van het complex in 2006
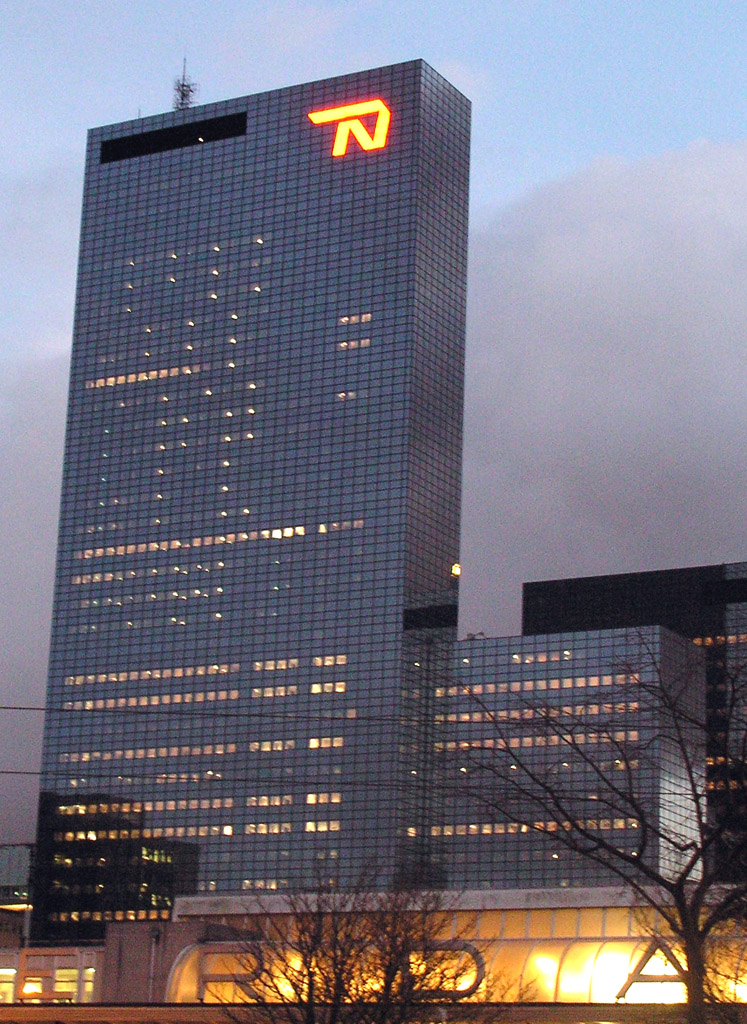
Bij nacht in 2007
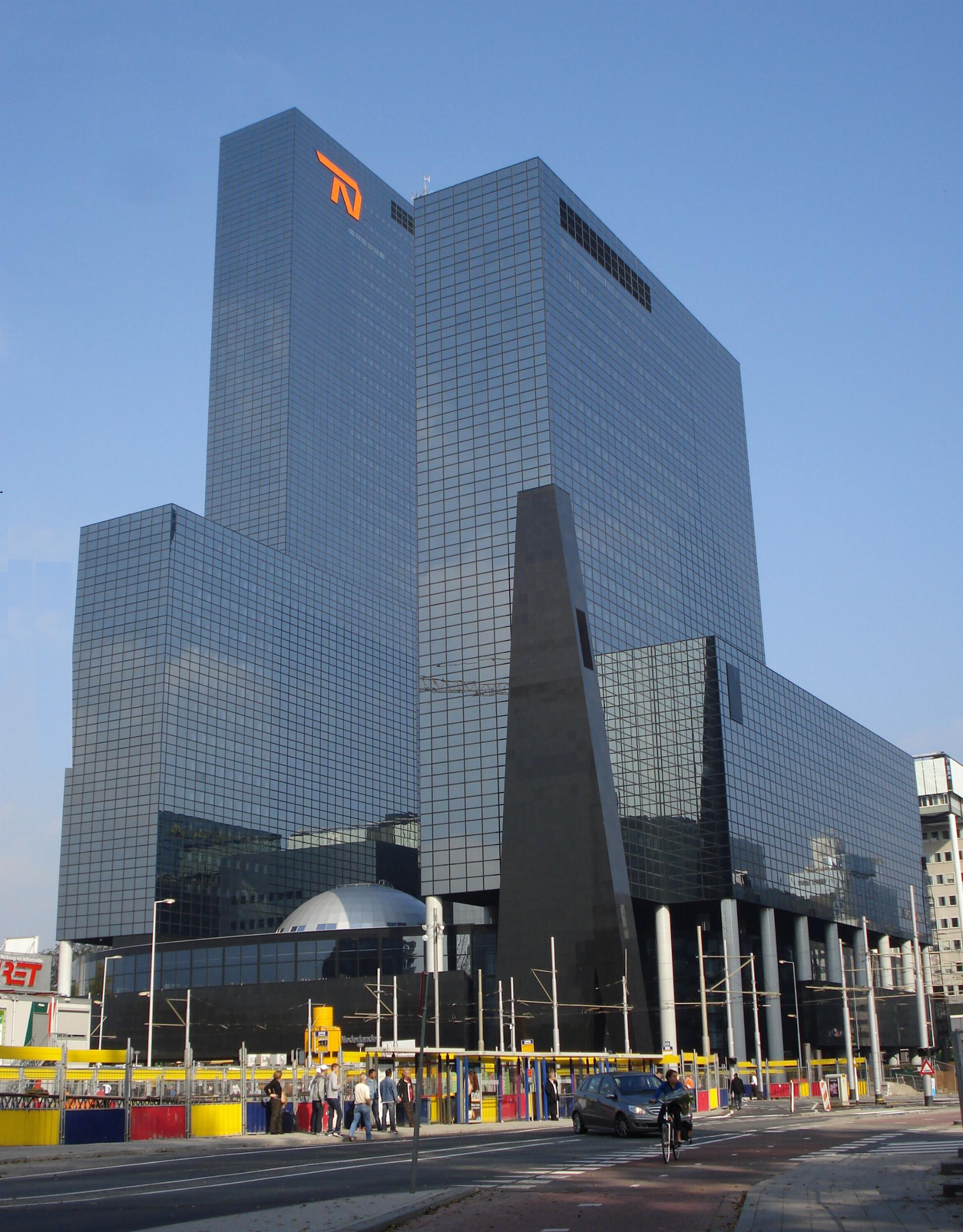
In 2008, zicht vanaf Weena
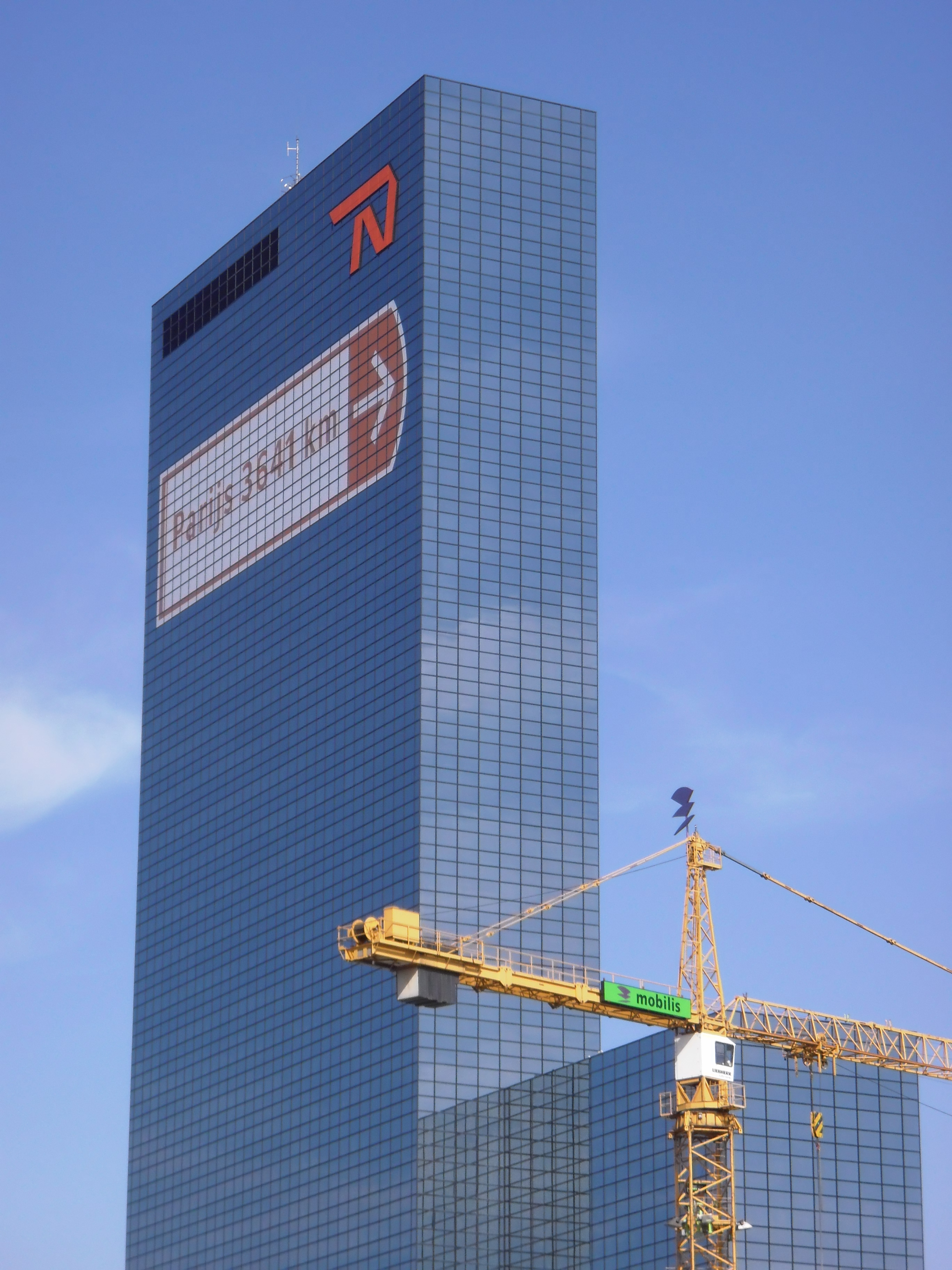
Tijdens de Tour de France in 2010
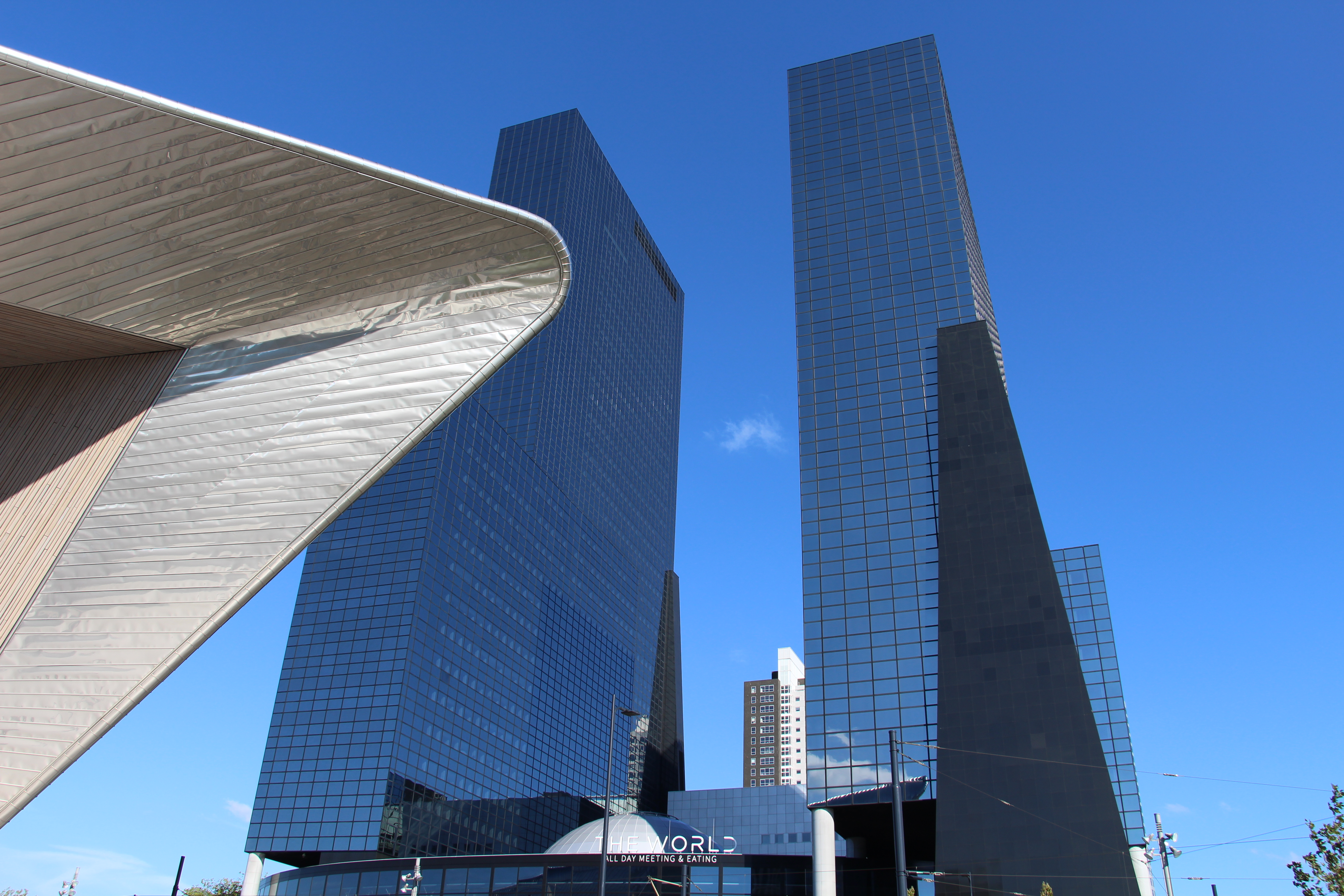
Met Centraal Station in 2015
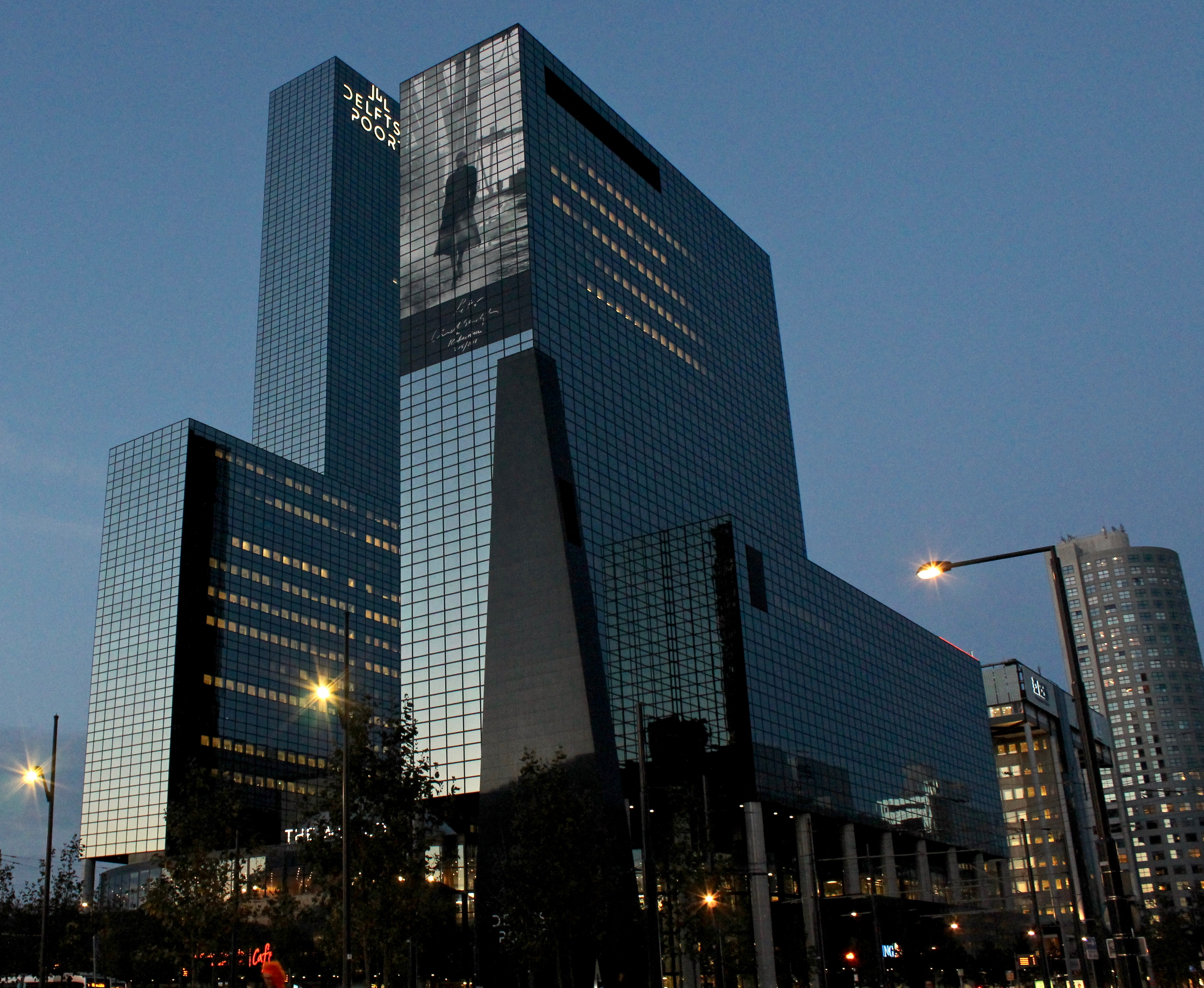
Avondopname in 2016
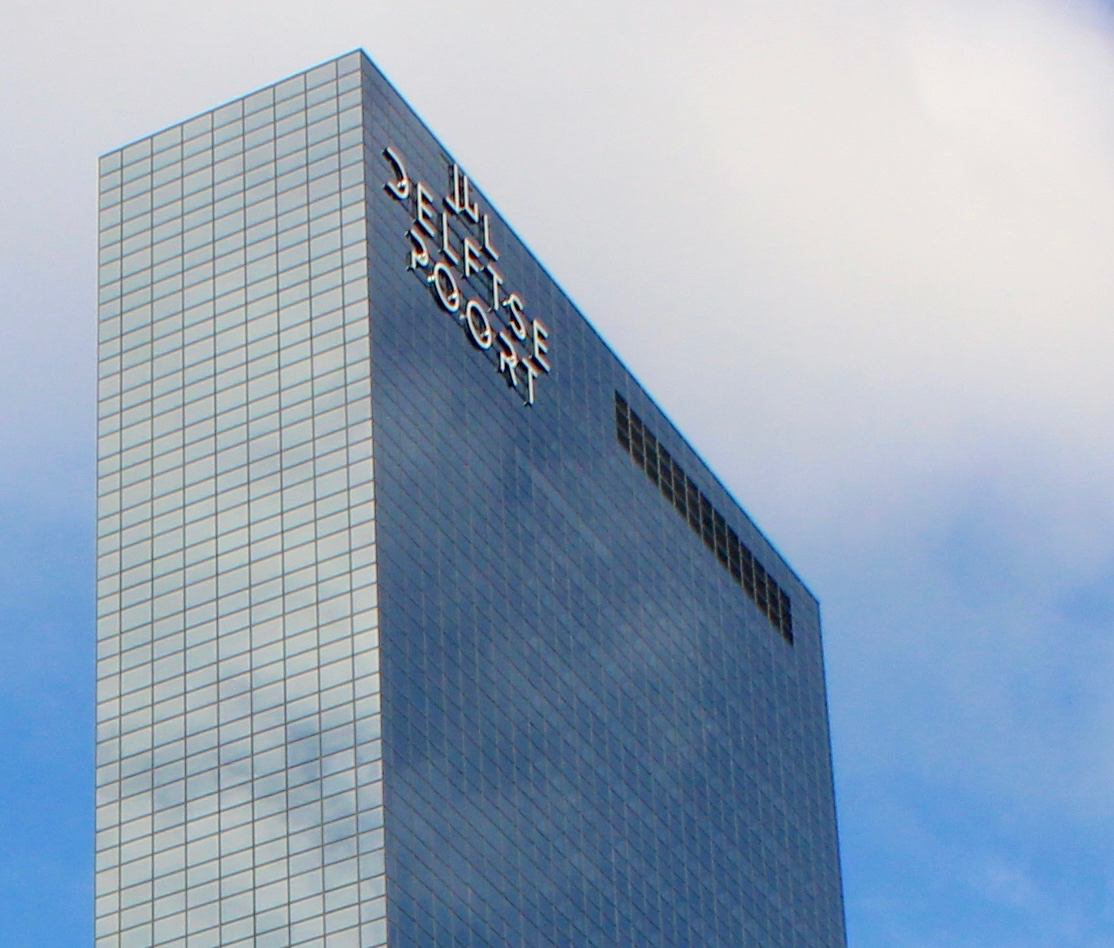
De hoge toren met het nieuwe logo in 2016